# Dendrothrips saltator
Dendrothrips saltator är en insektsart som beskrevs av Jindřich Uzel 1895. Dendrothrips saltator ingår i släktet Dendrothrips och familjen smaltripsar. Inga underarter finns listade i Catalogue of Life.